# Couchsurfing

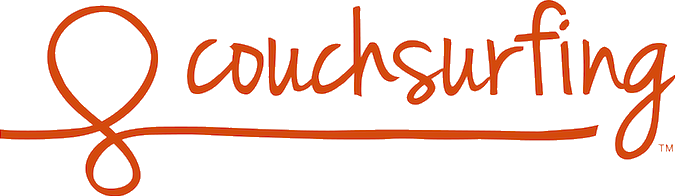

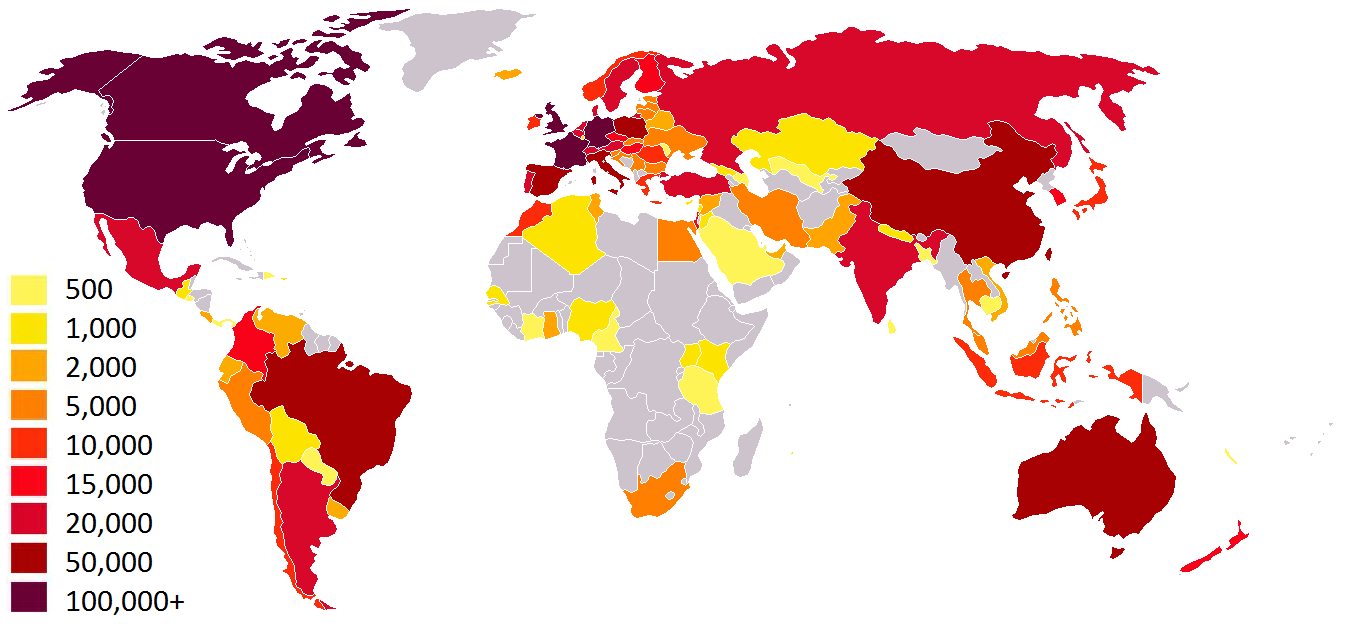
Länder med registrerade "couchsurfers" (2011).

Couchsurfing är det största gästfrihetsutbytesnätverket med cirka 4,8 miljoner medlemmar i 246 länder och territorier.[när?] Couchsurfing är internetbaserat och har en Alexa Traffic Rank på cirka 2500.[källa behövs][när?] Detta nätverk grundades 2004 av amerikanen Casey Fenton.
Filosofin inom Couchsurfing är att bygga en bättre värld - "en soffa i taget" ("one couch at the time"). Hemsidan erbjuder resande medlemmar en möjlighet att besöka och dela livet med andra medlemmar. Via profiler och ett verifierings-system kan man få överblick över vem som finns var och vad andra lämnat för synpunkter på sitt besök där. Med draghjälp av billiga flygresor växer sajten oavbrutet med cirka 5 000 nya medlemmar per vecka, främst från USA och Europa.[källa behövs] Medlemmarna är i huvudsak unga; ca 45% är i åldern 18–24 år.[när?]
Som medlem hos Couchsurfing förväntas man både ställa upp som värd för andra, och att kunna resa på ett annorlunda sätt, även om man kan fylla i att man är mer intresserad av att antingen vara värd eller gäst.